# Phanerophlebia auriculata
Phanerophlebia auriculata är en träjonväxtart som beskrevs av Lucien Marcus Underwood. Phanerophlebia auriculata ingår i släktet Phanerophlebia och familjen Dryopteridaceae. Inga underarter finns listade.